# الليجو نينجاجو (فلم)
الليجو نينجاجو (بالإنجليزية: The Lego Ninjago Movie) هو فيلم أمريكي من أفلام الحركة والكوميديا والرسوم المتحركة لعام 2017، استنادًا إلى خط بناء مكعبات ليغو، وبشكل أكثر تحديدًا سلسلة فرعية من النينجاغو النينجا. على الرغم من وجود نفس الشخصيات مثل المسلسل التلفزيوني ليغو نينجاغو: أبطال السبينجيتسو، إلا أن لديها مؤامرة ونهج مختلف. تم إصداره في الولايات المتحدة في 22 سبتمبر 2017 بواسطة وارنر برذرز.

## وصلات خارجية
- الليجو نينجاجو على موقع IMDb (الإنجليزية)
- الليجو نينجاجو على موقع ميتاكريتيك (الإنجليزية)
- الليجو نينجاجو على موقع روتن توميتوز (الإنجليزية)
- الليجو نينجاجو على موقع نتفليكس (الإنجليزية)
- الليجو نينجاجو على موقع قاعدة بيانات الأفلام العربية
- الليجو نينجاجو على موقع ألو سيني (الفرنسية)
- الليجو نينجاجو على موقع أول موفي (الإنجليزية)
- الليجو نينجاجو على موقع بوكس أوفيس موجو (الإنجليزية)
- الليجو نينجاجو على موقع فيلمافينيتي (الإسبانية)
- الليجو نينجاجو على موقع قاعدة بيانات الفيلم (الإنجليزية)